# Grecja na World Games 2017
Grecja na World Games 2017 – reprezentacja Grecji na World Games 2017 składająca się z dwanaściorga zawodników (pięć kobiet i siedmiu mężczyzn). Reprezentacja zdobyła jeden srebrny medal w konkurencji skoków w sportach wodnych. Jej zdobywczynią była Marie Vympranietsova.

## Reprezentanci

### Kobiety
| Zawodniczka          | Dyscyplina          | Konkurencja        | Rezultat     |
| -------------------- | ------------------- | ------------------ | ------------ |
| Eleni Chatziliadou   | Karate              | do 68 kg           | eliminacje   |
| Eleni Kelaiditi      | Gimnastyka          | Piłka              | 10.          |
| Eleni Kelaiditi      | Gimnastyka          | Maczugi            | 14.          |
| Eleni Kelaiditi      | Gimnastyka          | Obręcz             | 16.          |
| Eleni Kelaiditi      | Gimnastyka          | Wstążka            | 15.          |
| Sofia Ketna          | Pływanie z płetwami | 50 metrów pod wodą | 5. miejsce   |
| Panagiota Latsinou   | Jujitsu             | do 55 kg           | faza grupowa |
| Marie Vympranietsova | Sporty wodne        | Skoki              |              |

### Mężczyźni
| Zawodnik                | Dyscyplina            | Konkurencja                  | Rezultat     |
| ----------------------- | --------------------- | ---------------------------- | ------------ |
| Christos Christoforidis | Pływanie z płetwami   | 400 metrów                   | 8. miejsce   |
| Georgios Gioupis        | Ergonometr wioślarski | 500 metrów                   | 12.          |
| Georgios Gioupis        | Ergonometr wioślarski | 2000 metrów                  | 8.           |
| Loukas Karetzopoulus    | Pływanie z płetwami   | 50 metrów pod wodą           | 5.           |
| Loukas Karetzopoulus    | Pływanie z płetwami   | 100 metrów                   | 5.           |
| Loukas Karetzopoulus    | Pływanie z płetwami   | 4x100 metrów stylem zmiennym | 5.           |
| Konstaninos Kokkoris    | Sporty bilardowe      | Karambol 3-bandowy           | 9.           |
| Evangelos Marinos       | Pływanie z płetwami   | dwie płetwy, 50 metrów       | 8.           |
| Nikolas Plytas          | Sporty wodne          | Sztuczki                     | 4.           |
| Angelos Varvarigos      | Jujitsu               | do 94 kg                     | Faza grupowa |